# Thomas J.R. Hughes
Thomas J.R. Hughes (13 de agosto de 1943) é um engenheiro e matemático estadunidense. É professor catedrático de engenharia aeroespacial e engenharia mecânica e leciona a disciplina de matemática computacional e aplicada na Universidade do Texas.
Especialista em mecânica computacional, recebeu numerosas honrarias acadêmicas.
Foi agraciado com a Medalha Timoshenko de 2007, e com a Medalha Theodore von Karman de 2009.
Foi palestrante plenários do Congresso Internacional de Matemáticos em Hyderabad (2010: Isogeometric Analysis).

## Obras
- com Erwin Stein, René de Borst (Editores): Encyclopedia of Computational Mechanics, 3 volumes, Wiley, 2004.
- com Ernest Hinton (Editores): Finite Element Methods for Plate and Shell Structures, 2 volumes, Pineridge Press, 1986.
- com Jerrold Marsden: Mathematical foundations of elasticity, Prentice-Hall 1983, Dover 1994
- com Marsden: A short course in fluid mechanics, Publish or Perish 1976
- com J. Austin Cottrell, Yuri Bazilevs: Isogeometric Analysis: Toward Integration of CAD and FEA, Wiley, 2009.
- The Finite Element Method: linear static and dynamics Finite Element Analysis, Prentice Hall 1985, 1987, Dover 2000
- com Ted Belytschko (Editores): Computational methods in mechanics, North Holland 1983
- com Juan Carlos Simó: Computational inelasticity, Springer 1998